# 小行星12607
小行星12607（12607 Alcaeus）是一颗绕太阳运转的小行星，为主小行星带小行星。该小行星于1960年9月19日发现。

## 轨道参数
小行星12607的轨道半长轴为397 151 677 km，2.6547572 UA，离心率为0.036。